# العلا (تونس)
العلا إحدى مدن الجمهورية التونسية، تقع في ولاية القيروان. تعتبر إحدى المناطق التونسية التي اكتشف فيها النفط حديثا.

## أعلام
- الحبيب السالمي